# Тодыка, Юрий Николаевич
Юрий Николаевич Тодыка (укр. Юрій Миколайович Тодика; 13 января 1942 — 10 февраля 2007) — советский, молдавский и украинский учёный-правовед, специалист в области конституционного права. Доктор юридических наук (1989), профессор (1991), академик АПрН Украины (2000). Заслуженный деятель науки и техники Украины (2001) и заслуженный работник культуры Молдавской ССР.
Учёный секретарь отделения философии и права АН Молдавской ССР, а затем помощник председателя Президиума Верховного Совета Молдавской ССР. Профессор кафедры государственного права СССР и государственного права социалистических стран (1990—1992) и заведующий кафедрой (1992—2007) конституционного права Украины Национальной юридической академии Украины имени Ярослава Мудрого.
Активно занимался научно-практической и научно-педагогической работой. Был одним из авторов ряда нормативно-правовых актов Молдавской ССР и Украины, в том числе и Конституции Молдавской ССР 1978 года. Среди учеников Тодыки были Ю. Г. Барабаш, Ф. В. Вениславский, В. И. Кичун, В. П. Колесник, Л. И. Летнянчин и В. А. Серёгин.

## Биография
Юрий Тодыка родился 13 января 1942 года в селе Троицкое Кагановичского района Ворошиловградской области (ныне Украины). Окончив среднюю школу, Тодыка поступил на юридический факультет Кишинёвского государственного университета.
Окончив с отличием в 1969 году ВУЗ, поступил в аспирантуру в Институт государства и права Академии наук СССР, которую окончил в 1972 году. В том же году Юрий Тодыка под научным руководством профессора К. Ф. Шеремета выполнил и защитил в Институте государства и права АН СССР диссертацию на соискание ученой степени кандидата юридических наук по теме «Руководство районного Совета деятельностью сельских Советов депутатов трудящихся». Его официальными оппонентами стали профессор Г. В. Барабашев и доцент И. Ш. Миксинов
С 1972 (по другим данным — с 1973) года работал в отделении философии и права Академии наук Молдавской ССР, где последовательно занимал должности младшего научного сотрудника, старшего научного сотрудника и учёного секретаря этого отделения. В 1984 году стал помощником председателя Президиума Верховного Совета Молдавской ССР. Параллельно с работой в Академии наук Молдавской ССР и Верховном Совете Молдавской ССР Юрий Николаевич трудился на кафедре государственно-правовых дисциплин Кишенёвского государственного университета, где преподавал «государственное строительство». Во время работы в Молдавской ССР участвовал в разработке Конституции Молдавской ССР 1978 года
В 1989 году в Институте государства и права АН УССР он защитил диссертацию по теме «Деятельность местных Советов народных депутатов в сфере АПК. Актуальные проблемы теории и практики» на соискание учёной степени доктора юридических наук. Официальными оппонентами Юрия Николаевича стали профессора Г. В. Барабашев, Р. С. Павловский и Л. П. Юзьков. Соответствующая учёная степень была присуждена Ю. Н. Тодыке в том же году. В 1990 году Юрию Николаевичу было предложено перейти на работу в Харьковский юридический институт и занять в нём должность профессора кафедры государственного права СССР и государственного права социалистических стран. Тодыка принял это приглашение, и на протяжении последующих двух лет был профессором указанной кафедры. В 1991 году Ю. М. Тодыке было присвоено учёное звание «профессор», а в следующем году он возглавил кафедру государственного права СССР и социалистических стран. В том же году кафедра была переименована в кафедру конституционного права Украины. В 2000 году был избран академиком Академии правовых наук Украины.
Юрий Николаевич продолжал заведовать кафедрой конституционного права Украины Национального юридического университета имени Ярослава Мудрого (до 1991 — ХЮИ, до 1995 — Украинская юридическая академия) вплоть до 2007 года. Параллельно работал в подразделениях Академии правовых наук Украины, был членом её Президиума. С 1993 по 1994 год был ответственным секретарём журнала «Вестник Академии правовых наук Украины», став первым, кто занимал эту должность. В январе 1996 года стал академиком-секретарем отделения государственно-правовых наук этой академии, в создании которого принимал активное участие. После получения Украиной независимости был одним из авторов законопроектов «О внесении изменений в Конституцию Украины по результатам всеукраинского референдума» и «О нормативно-правовых актах», последний из которых стал действующим законом. Кроме того, писал экспертные выводы, касающиеся дел, находящихся на рассмотрении Конституционного суда Украины.
Юрий Николаевич Тодыка скончался 10 февраля 2007 года.

## Научная деятельность

### Научные интересы и оценки деятельности
В 1980-х годах Юрий Николаевич занимался изучением государственно-правовых вопросов, а после начала работы в Харьковском юридическом институте стал заниматься исследованием ряда проблем, связанных с конституционным правом Украины, а именно: становление конституционализма, основы конституционного строя, конституционно-правовой статус органов государственной власти и местного самоуправления, избирательные системы, гражданство и формирование правовой культуры.
В 1982 году была опубликована монография Юрия Тодыки «Полномочия органов народной власти (Статус Советов и руководство экономикой)», в которой он исследовал деятельность, государственно-правовой статус и функции Верховного Совета Молдавской ССР, её президиума и постоянных комиссий. Кандидат юридических наук Р. Давыдов отмечал правильность ряда вывода сделанного Тодыкой. В частности, Давыдов отмечал, что Тодыка сделал правильные выводы относительно того, что компетенция Верховного Совета Молдавской ССР охватывает всю деятельность государственных органов, а также то, что этот высшие республиканские представительские органы власти должны решать основные проблемы, которые являются комплексными и межотраслевыми. Также в этой работе Тодыка предложил на уровне закона закрепить в периодичность, порядок и процедуру рассмотрения Верховным Советом Молдавской ССР отчётов Кабинета министров Молдавской ССР.  В то же время Давыдов не согласился с отождествлением Тодыкой понятий «народное представительство» и «советская представительская система».
В 1985 году вышла в свет ещё одна монография Юрия Тодыки «Местные Советы и агропромышленная интеграция (организационно-правовые вопросы руководства)», которая была посвящена исследованию деятельности местных советом в аграрном секторе экономике и её значение для политики, экономики и общества. Эта работа получила положительную оценку от киевских правоведов Здислава Павловича,Виталия Семчика, Олега Фрицкого, которые рецензировали это издание. Они отмечали, что Тодыка сформулировал и обосновал предложения по изменению в законодательство для повышения деятельности местных советов в аграрном секторе. При этом учёные отмечали, что позиция Тодыки относительно того, что акты местных советов явялються комплексными — недостаточно аргументирована. В 1988 году за авторством Юрия Тодыкы была напечатана монография «Местные Советы в условиях интенсификации сельскохозяйственного производства», которая была отмечена бронзовой медалью ВДНХ
В 1994 году была издана монография «Выборы народных депутатов», которую Юрий Тодыка написал совместно с народным депутатом Александром Бандуркой. В данной работе соавторы проанализировали украинское законодательство по выбору парламентариев и аналогичное законодательство других двенадцати государств, что позволило им сформулировать предложения для поправок в Закон Украины «О выборах народных депутатов».
В 1998 году в соавторстве со своим учеником Олегом Марцеляком Тодыка написал книгу «Конституционный Суд Украины и прокуратура в конституционно-правовом механизме обеспечения основных прав граждан». В данной работе были впервые в независимой Украине проанализирована правозащитная роль Конституционного Суда Украины, авторы смогли обосновать, что прокуратура отстаивая права и свободы граждан компенсирует сложность судебной системы и делает механизм по защите прав граждан более эффективным и гибким. Профессора Анатолий Рогожин и Марк Цвик отмечали, что монография стала существенным вкладом в теорию украинского конституционализма, а выводы Марцеляка и Тодыки сделанные в этом монографии могут быть использованы в исследовательской, законодательной и правоохранительной деятельности. В 1999 году совместно с В. Д. Яворским профессор Тодыка написал монографию «Президент Украины: конституционно-правовой статус», в которой соавторы проанализировали организацию и функционирования института Президента в Украине. Соавторы изучили и проанализировали зарубежный опыт стран СНГ и Европы, и сформировали перечень признаков, которыми характеризуется должность Президента Украины. Данный труд также получил высокую оценку от профессором Рогожина и Цвика, которые высказали замечание о том, что в монографии не раскрыта практика отложенного президентского вето.
Известный украинский учёный-правовед, ректор Национальной юридической академии Украины имени Ярослава Мудрого В. Я. Таций считал Юрия Тодыку «одним из наиболее известных и талантливых представителей отечественной юридической науки», и отмечал, то что возглавляемое им учебное заведение, занимает лидирующие позиции, в украинских рейтингах ВУЗов, заслуга таких учёных как Тодыка. Преемник Василия Тация на должности ректора А. П. Гетьман называл Юрия Николаевича «выдающимся учёным, человеком с большой буквы» и «личностью, которые рождаются раз в тысячелетие». Проректор по учебной работе этого же ВУЗа Ю. Г. Барабаш отмечал роль Тодыки в создании кафедры конституционного права Украины, также он отмечал педагогические способности своего учителя, называя его стиль преподавания уникальным, харизматичным и понятным для всех.

### Научно-педагогическая работа
Занимался подготовкой учёных-правоведов, был научным руководителем у 16 (по другим данным — 12) кандидатов юридических наук и научным консультантом у двух (по другим данным — у одного) докторов юридических наук, возглавлял специализированный учёный совет по защите докторских и кандидатских диссертаций. Являлся одним из основателей харьковской научной школы конституционалистов.
Среди учёных, научным руководителем или консультантом у которых был Ю. М. Тодыка, были: Ю. Г. Барабаш (2004), А. С. Бурлака (1992), Ф. В. Вениславский (2000), В. И. Кичун (2001), В. П. Колесник (2003), Л. И. Летнянчин (2002), О. В. Марцеляк (1997), Н. Д. Савенко (2000), А. Л. Сергиенко (2004), В. А. Серёгин (1999), Е. В. Супрунюк (1997), Ю. В. Ткаченко (2001) и Е. А. Чуб (2004).
Среди учёных, у которых Ю. Н. Тодыка был официальным оппонентом во время защиты диссертации, были: Анисимова А. В. (1996), М. Н. Воронов (1997), В. Н. Гаращук (2003), Горбачев В. П. (1995), А. В. Дьяченко (1992), А. С. Журавлёва (1999), Е. А. Закоморная (2000), Киян М. Ш. (1998), Н. А.-О. Ондар (1997), В. А. Румянцев (1998), С. Г. Серёгина (1999), Т. Н. Слинько (1993), П. Б. Стецюк (1994), Т. В. Стешенко (2000) и П. Н. Ткачук (1999).

## Награды и память

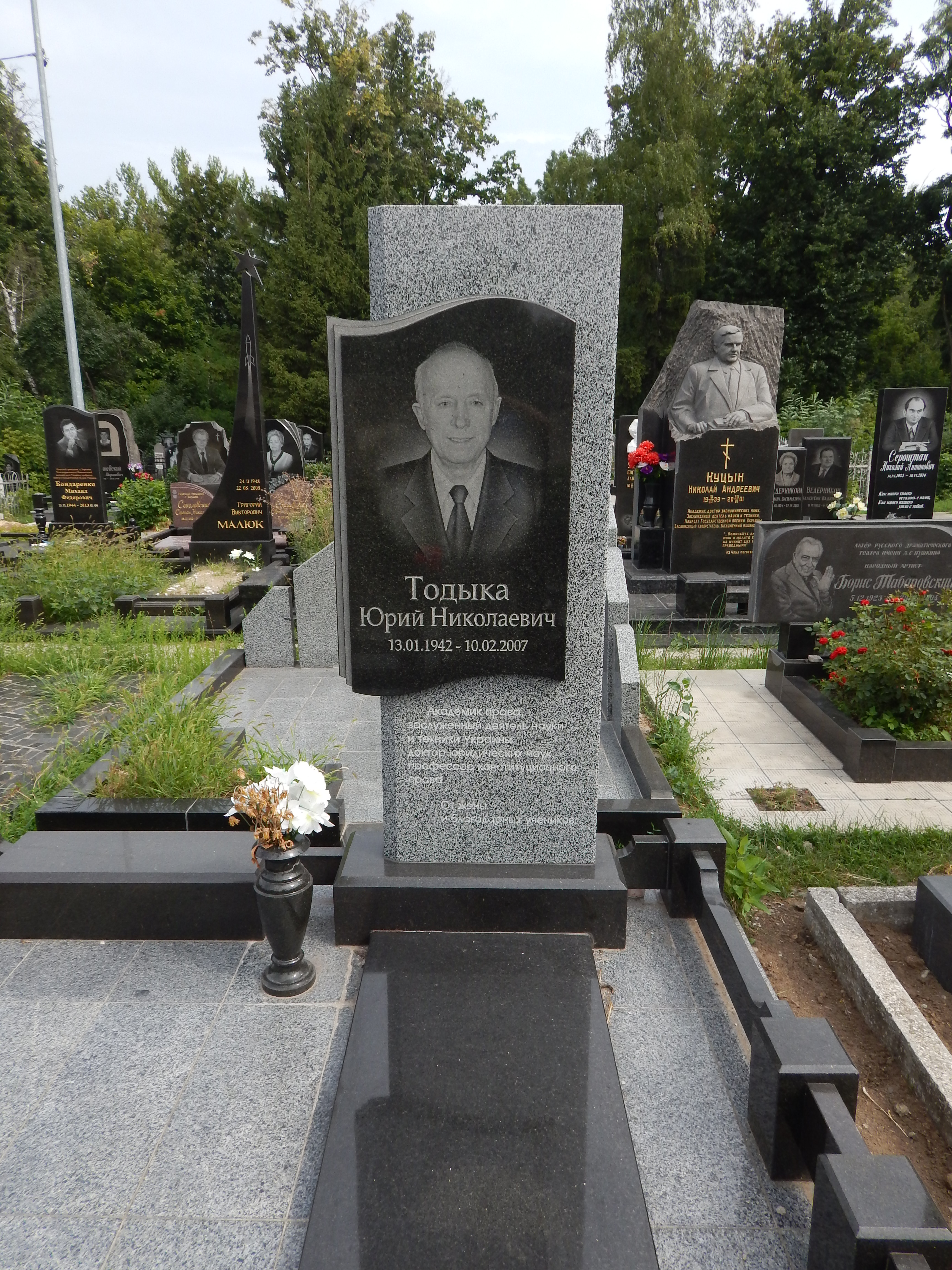
Могила на 2-м городском кладбище Харькова

Юрий Николаевич Тодыка был удостоен ряда государственных наград, званий, отличий:
- Орден «За заслуги» III степени (Указ Президента Украины № 1456/2004 от 9 декабря 2004) — «за весомый личный вклад в подготовку высококвалифицированных специалистов, многолетнюю плодотворную научную и педагогическую деятельность и по случаю 200-летия учебного заведения»[45];
- Заслуженный деятель науки и техники Украины (Указ Президента Украины № 322/2001 от 17 мая 2001) — «за весомые личные заслуги в развитии отечественной науки, создание национальных научных школ, укрепление научно-технического потенциала Украины»[46];
- Заслуженный работник культуры Молдавской ССР[3];
- Почётная грамота Верховной рады Украины[укр.];
- Почётная грамота Конституционного суда Украины;
- Лауреат трёх премий имени Ярослава Мудрого (2001, 2003 и 2008).

После смерти Юрия Николаевича, в память о нём, в Национальном юридическом университете имени Ярослава Мудрого ежегодно проходит международная научная конференция «Тодыковские чтения» (укр. «Тодиківські читання»). Некоторое время соорганизаторами конференции выступали юридический факультет Московского государственного университета имени М. В. Ломоносова и юридический факультет Белорусского государственного университета. По состоянию на 2021 год, за четырнадцать прошедших конференций в них приняло участие более 2000 человек, которые представляли: Австрию, Беларусь, Казахстан, Молдову, Польшу, Россию, США, Украину, Францию и Швецию.